# ГЕС Ал-Вахда
ГЕС Ал-Вахда — гідроелектростанція у північній частині Марокко. Розташована на південному схилі хребта Ер-Риф на річці Уеррха (права притока найповноводнішої річки країни Себу).
У межах проєкту річку перекрили комбінованою земляною та кам'яно-накидною греблею висотою 88 метрів та довжиною 1600 метрів, яка утворила водосховище із площею поверхні 132 км2 та максимальним об'ємом 3800 млн м3 (нормальний об'єм 3712 млн м3).
Пригреблевий машинний зал обладнаний трьома турбінами типу Френсіс потужністю по 80 МВт, які при напорі у 62 метри забезпечують виробництво 400 млн кВт·год електроенергії на рік.